# Amon Amarth
Amon Amarth so švedska melodic death metal skupina, ustanovljena leta 1992. Njihovo ime izvira iz lokacije v Tolkienovemu srednjem svetu in pomeni »Gora pogubljenja«.
Besedila obsegajo povečini motiv nordijske mitologije.
Njihovo ustanovitveno ime je bilo Scum, nato so se preimenovali v Amon Amarth in izdali demo album The Arrival of the Fimbul Winter. V letu 1994, so prodali več kot 1000 demo albumov v manj kot 12 urah. Ob izdaji Once Sent From the Golden Hall v letu 1998, je njihova popularnost narastla, in dosegla mednarodno raven.  

## Zasedba
Trenutna zasedba
- Fredrik Andersson - bobni
- Johan Hegg - vokal
- Johan Söderberg - kitara
- Olavi Mikkonen - kitara
- Ted Lundström - bas

Nekdanji člani
- Anders Hansson - kitara
- Martin Lopez - bobni
- Nico Kaukinen - bobni

## Diskografija
- Thor Arise (1993)
- The Arrival of Fimbul Winter (1994)
- Sorrow Throughout the Nine Worlds (1996)
- Once Sent From the Golden Hall (1998)
- The Avenger (1999)
- The Crusher (2001)
- Versus the World (2002)
- Fate of Norns (2004)
- Wrath of the Norsemen (2006-DVD)
- With Oden on our Side (2006)
- Twilight of the Thundergod (September 17, 2008)
- Surtur Rising (2011)
- Deceiver of the Gods (2013)
- Jomsviking (2016)
- Berserker (2019)